# Zárabe
Los zárabes (en francés, zarabes; variantes: zarab o z'arabe) o indo-musulmanes es el nombre dado a la comunidad musulmana de La Reunión, una isla del Índico dependiente de Francia. Los zárabes emigraron a mediados del siglo XIX a la isla, principalmente desde el sur de Asia, y en especial de Guyarat, un estado al oeste de la India. Los zárabes son musulmanes sunitas, de obediencia hanafí y adscritos a la escuela india deobandi. Representan entre un 3% y un 5% de la población reunionense, sin embargo por son una comunidad relevante por su fuerte actividad económica, concretamente en el comercio textil.

## Etimología
El nombre es una palabra criollo-reunionense derivada del francés les arabes, «los árabes» (al igual que zoreilles proviene del francés les oreilles, «los oídos»). Estos musulmanes del sur de Asia no eran árabes, pero fueron descritos como tales probablemente debido a su uso litúrgico del idioma árabe.